# 가가미 도이
가가미 도이(일본어: 加々美 登生, 1999년 2월 15일~)는 일본의 축구 선수이다.

## 구단 경력
그는 2021년 J3리그의 이와테 그루자 모리오카에 입단했다. 2021년 J3리그 준우승으로 J2리그로 승격했다. 2022년후 J2리그에 강등했다. 2024년까지 102경기에 출전하여, 12득점을 넣었다. 2025년 더스파 군마로 이적했다.